# Ladislav Hlad
Ladislav Hlad (Plzeň, 3 febbraio 1908 – Moravec, 16 dicembre 1979) è stato un vescovo cattolico cecoslovacco.

## Biografia
Monsignor Ladislav Hlad nacque a Plzeň il 3 febbraio 1908. Venne battezzato una settimana dopo. Era il figlio maggiore di Ladislav e Karolíně Hladovým. Suo padre era un medico di Praga e sua madre una sarta di Lnáře. Dopo di lui nacquero due sorelle: Elišku nel 1909 e Marii nel 1920. Quest'ultima morì nel secondo anno di vita. Rimase orfano di padre quando aveva 14 anni.

### Formazione e ministero sacerdotale
Frequentò le scuole primarie dal 1914 al 1918, durante la prima guerra mondiale. Dal 1918 al 1926 compì gli studi secondari. In seguitò entrò come novizio nell'Ordine dei frati predicatori. Anche se non prese i voti nell'ordine divenne membro della Fraternità laica di San Domenico con il nome di Alberto Magno. Dal 1926 al 1930 studiò presso la Facoltà teologica cattolica dell'Università Carolina di Praga. Poiché proveniva da una famiglia molto povera, dei benefattori (ad esempio Josef Limpouch) lo supportarono negli studi.
Il 6 luglio 1930 fu ordinato presbitero dall'arcivescovo metropolita di Praga František Kordač. In seguito fu cappellano a Rokycany dal 1930 al 1932, a Sedlec-Prčice dal 1932 al 1934 e a Sázava nel 1934. Fu poi amministratore parrocchiale e quindi parroco di Obděnice, presso Sedlčany, dal 1934 al 1950 dove visse con la madre e la sorella.
Il nuovo arcivescovo di Praga Josef Beran lo nominò responsabile pastorale per il paese nel 1946, vicario foraneo del vicariato di Sedlčanská nel 1948 e notaio arcivescovile nel 1949. Aveva anche intenzione di nominarlo vicario generale dell'arcidiocesi.

### Ministero episcopale
Il 9 febbraio 1950 papa Pio XII lo nominò vescovo titolare di Cedie. Il mese successivo il nunzio apostolico Ottavio De Liva gli consegnò la lettera di nomina. Egli aveva il potere di rappresentare i vescovi del paese se a essi fosse stato negato l'esercizio delle loro funzioni. Ebbe anche il permesso esplicito di indossare le insegne episcopali. Ricevette l'ordinazione episcopale in segreto il 26 marzo successivo nella cappella del vescovado dal vescovo di Litoměřice Štěpán Trochta, coconsacrante il vescovo ausiliare di Praga Kajetán Matoušek.
Dopo l'ordinazione tornò a operare come parroco di Obděnice. Fu arrestato nel luglio del 1950, in connessione con il presunto miracolo di Čihošť. Nel settembre successivo fu condannato a tre anni di carcere per un presunto crimine di associazione contro la Repubblica. Riuscì comunque a mantenere segreta la sua ordinazione. Venne detenuto nel campo di internamento di Želiv e poi nelle prigioni di Mírov e di Pankrác.
Nel dicembre del 1951 fu rilasciato provvisoriamente e l'anno successivo divenne amministratore parrocchiale di Kladno e Rozdělov. Tra il 1952 e il 1954 ordinò sette preti che non frequentarono i seminari controllati dallo Stato e studiavano in segreto: František Vítek (1923-1993), Jan Heryán, Josef Garaja (1922-1981), Josef Knödl (1929-1993), Jaroslav Vyterna (1927), Bedřich Šimůnek e Vladimír Kusý. Nel 1955 subì un grave incidente stradale. Dopo la riabilitazione tornò a Kladno, dove il 29 dicembre 1956 ordinò prete il teologo slovacco Augustin Havlík, O.F.M. (1925-1997). Nel 1958 fu trasferito a Tachlovice dove ordinò diacono lo slovacco Vojtěch Kováčik, S.V.B. (1924-2007). Avrebbe dovuto ordinarlo prete due settimane più tardi ma ciò non avvenne.
Il 10 agosto 1959 fu arrestato dalla polizia segreta che era venuta a conoscenza delle sue attività come vescovo. Nel 1960 fu condannato a nove anni di carcere per sovversione. Scontò la pena nelle prigioni di Mírov e di Valdice. Venne scarcerato nel 1963 grazie a un'amnistia presidenziale. In seguito operò a Osek, vicino a Duchcov. Nel 1966 si trasferì nella casa per sacerdoti anziani di Senohraby, vicino a Praga. Durante la Primavera di Praga fece parte del Consiglio del progetto di conciliazione, un movimento spontaneo per il ripristino della Chiesa cattolica in Cecoslovacchia. In seguito si trasferì nella casa di beneficenza per sacerdoti di Moravec, vicino a Žďár nad Sázavou.
Morì a Moravec domenica 16 dicembre 1979 all'età di 71 anni. È sepolto nella tomba di famiglia nel cimitero di San Venceslao a Plzeň. Nel 1990 fu completamente riabilitato.

## Genealogia episcopale
La genealogia episcopale è:
- Cardinale Scipione Rebiba
- Cardinale Giulio Antonio Santori
- Cardinale Girolamo Bernerio, O.P.
- Arcivescovo Galeazzo Sanvitale
- Cardinale Ludovico Ludovisi
- Cardinale Luigi Caetani
- Cardinale Ulderico Carpegna
- Cardinale Paluzzo Paluzzi Altieri degli Albertoni
- Papa Benedetto XIII
- Papa Benedetto XIV
- Papa Clemente XIII
- Cardinale Marcantonio Colonna
- Cardinale Giacinto Sigismondo Gerdil, B.
- Cardinale Giulio Maria della Somaglia
- Cardinale Carlo Odescalchi, S.I.
- Cardinale Costantino Patrizi Naro
- Cardinale Lucido Maria Parocchi
- Papa Pio X
- Papa Benedetto XV
- Papa Pio XII
- Arcivescovo Saverio Ritter
- Cardinale Štěpán Trochta, S.D.B.
- Vescovo Ladislav Hlad